# BTV San Gallo
Il Bürgerturnverein Sankt Gallen è una squadra di pallamano svizzera avente sede a San Gallo.
È stata fondata nel 1934.
Nella sua storia ha vinto 2 campionati svizzeri.
Disputa le proprie gare interne presso la Kreuzbleiche-Halle di San Gallo la quale ha una capienza di 4.000 spettatori.

## Palmarès

### Titoli nazionali
- Campionati svizzeri: 2
  - 1957-58, 1958-59

## Fonti e bibliografia
- Pagina informativa del club sul sito www.les-sports.info, su les-sports.info.